# Отворено првенство Мексика у тенису
Отворено првенство Мексика у тенису, турнир који због спонзора носи назив Abierto mexicano Telcel presentado por HSBC, игра се на отвореним теренима са тврдом подлогом сваке године крајем фебруара. До 2014. играло се на отвореном терену од шљаке када је подлога промењена и од тада се игра на тврдој подлози.
Турнир је први пут игран 1993. и од тада је део АТП светске турнеје као АТП 500, а од 2001. почиње и такмичење жена те он постаје и део првенства WTA. Од 1993. до 1998. и још једном 2000. турнир је игран у Мексико Ситију, пре него је 2001. премештен у Акапулко.

## Протекла финала

### Мушкарци појединачно
| Година                                  | Победник              | Финалиста          | Резултат                |
| --------------------------------------- | --------------------- | ------------------ | ----------------------- |
| 1993.                                   | Томас Мустер          | Карлос Коста       | 6:2, 6:4                |
| 1994.                                   | Томас Мустер (2)      | Роберто Жабали     | 6:3, 6:1                |
| 1995.                                   | Томас Мустер (3)      | Фернандо Мелижени  | 7:6(7:4), 7:5           |
| 1996.                                   | Томас Мустер (4)      | Јиржи Новак        | 7:6(7:3), 6:2           |
| 1997.                                   | Франсиско Клавет      | Хуан Алберт Вилока | 6:4, 7:6(9:7)           |
| 1998.                                   | Јиржи Новак           | Гзавје Малис       | 6:3, 6:3                |
| 1999.                                   | Није игран            | Није игран         | Није игран              |
| 2000.                                   | Хуан Игнасио Чела     | Маријано Пуерта    | 6:4, 7:6(7:4)           |
| 2001.                                   | Густаво Киртен        | Гало Бланко        | 6:4, 6:2                |
| 2002.                                   | Карлос Моја           | Фернандо Мелижени  | 7:6(7:4), 7:6(7:4)      |
| 2003.                                   | Агустин Каљери        | Маријано Забалета  | 7:5, 3:6, 6:3           |
| 2004.                                   | Карлос Моја (2)       | Фернандо Вердаско  | 6:3, 6:0                |
| 2005.                                   | Рафаел Надал          | Алберт Монтањес    | 6:1, 6:0                |
| 2006.                                   | Луис Орна             | Хуан Игнасио Чела  | 7:6(8:6), 6:4           |
| 2007.                                   | Хуан Игнасио Чела (2) | Карлос Моја        | 6:3, 7:6(7:2)           |
| 2008.                                   | Николас Алмагро       | Давид Налбандијан  | 6:1, 7:6(7:1)           |
| 2009.                                   | Николас Алмагро (2)   | Гаел Монфис        | 6:4, 6:4                |
| 2010.                                   | Давид Ферер           | Хуан Карлос Фереро | 6:3, 3:6, 6:1           |
| 2011.                                   | Давид Ферер (2)       | Николас Алмагро    | 7:6(7:4), 6:7(2:7), 6:2 |
| 2012.                                   | Давид Ферер (3)       | Фернандо Вердаско  | 6:1, 6:2                |
| 2013.                                   | Рафаел Надал (2)      | Давид Ферер        | 6:0, 6:2                |
| ↓ Промењено са шљаке на тврду подлогу ↓ |                       |                    |                         |
| 2014.                                   | Григор Димитров       | Кевин Андерсон     | 7:6(7:1), 3:6, 7:6(7:5) |
| 2015.                                   | Давид Ферер (4)       | Кеј Нишикори       | 6:3, 7:5                |
| 2016.                                   | Доминик Тим           | Бернард Томић      | 7:6(8:6), 4:6, 6:3      |
| 2017.                                   | Сем Квери             | Рафаел Надал       | 6:3, 7:6(7:3)           |
| 2018.                                   | Хуан Мартин дел Потро | Кевин Андерсон     | 6:4, 6:4                |
| 2019.                                   | Ник Кириос            | Александар Зверев  | 6:3, 6:4                |
| 2020.                                   | Рафаел Надал (3)      | Тејлор Фриц        | 6:3, 6:2                |
| 2021.                                   | Александар Зверев     | Стефанос Циципас   | 6:4, 7:6(7:3)           |
| 2022.                                   | Рафаел Надал (4)      | Камерон Нори       | 6:4, 6:4                |
| 2023.                                   | Алекс де Минор        | Томи Пол           | 3:6, 6:4, 6:1           |

### Мушки парови
| Година                                  | Победници                               | Финалисти                              | Резултат                   |
| --------------------------------------- | --------------------------------------- | -------------------------------------- | -------------------------- |
| 1993.                                   | Леонардо Лаваље Жаиме Онсинс            | Орасио де ла Пења Хорхе Лозано         | 7:6, 6:4                   |
| 1994.                                   | Франсиско Монтана Брајан Шелтон         | Лук Џенсен Марфи Џенсен                | 6:3, 6:4                   |
| 1995.                                   | Хавијер Франа Леонардо Лаваље (2)       | Марк-Кевин Гелнер Дијего Наргизо       | 7:5, 6:3                   |
| 1996.                                   | Доналд Џонсон Франсиско Монтана (2)     | Николас Переира Емилио Санчез          | 6:2, 6:4                   |
| 1997.                                   | Николас Лапенти Данијел Орсаник         | Луис Ерера Маријано Санчез             | 4:6, 6:3, 7:6              |
| 1998.                                   | Јиржи Новак Давид Рикл                  | Данијел Орсаник Давид Родити           | 6:4, 6:2                   |
| 1999.                                   | Није игран                              | Није игран                             | Није игран                 |
| 2000.                                   | Бајрон Блек Доналд Џонсон (2)           | Гастон Етлис Мартин Родригез           | 6:3, 7:5                   |
| 2001.                                   | Доналд Џонсон (3) Густаво Киртен        | Дејвид Адамс Мартин Гарсија            | 6:3, 7:6(7:5)              |
| 2002.                                   | Боб Брајан Мајк Брајан                  | Мартин Дам Давид Рикл                  | 6:1, 3:6, [10:2]           |
| 2003.                                   | Марк Ноулс Данијел Нестор               | Давид Ферер Фернандо Висенте           | 6:3, 6:3                   |
| 2004.                                   | Боб Брајан (2) Мајк Брајан (2)          | Хуан Игнасио Чела Николас Масу         | 6:2, 6:3                   |
| 2005.                                   | Давид Ферер Сантијаго Вентура           | Јиржи Вањек Томаш Зиб                  | 4:6, 6:1, 6:4              |
| 2006.                                   | Франтишек Чермак Леош Фридл             | Потито Стараче Филипо Воландри         | 7:5, 6:2                   |
| 2007.                                   | Потито Стараче Мартин Васаљо Аргвељо    | Лукаш Длоухи Павел Визнер              | 6:0, 6:2                   |
| 2008.                                   | Оливер Марах Михал Мертињак             | Агустин Каљери Луис Орна               | 6:2, 6:7(3:7), [10:7]      |
| 2009.                                   | Франтишек Чермак (2) Михал Мертињак (2) | Лукаш Кубот Оливер Марах               | 4:6, 6:4, [10:7]           |
| 2010.                                   | Лукаш Кубот Оливер Марах (2)            | Фабио Фоњини Потито Стараче            | 6:0, 6:0                   |
| 2011.                                   | Виктор Ханеску Орија Текау              | Марсело Мело Бруно Соарес              | 6:1, 6:3                   |
| 2012.                                   | Давид Мареро Фернандо Вердаско          | Марсел Гранољерс Марк Лопез            | 6:3, 6:4                   |
| 2013.                                   | Лукаш Кубот (2) Давид Мареро (2)        | Симоне Болели Фабио Фоњини             | 7:5, 6:2                   |
| ↓ Промењено са шљаке на тврду подлогу ↓ |                                         |                                        |                            |
| 2014.                                   | Кевин Андерсон Метју Ебден              | Фелисијано Лопез Макс Мирни            | 6:3, 6:3                   |
| 2015.                                   | Иван Додиг Марсело Мело                 | Маријуш Фирстенберг Сантијаго Гонзалез | 7:6(7:2), 5:7, [10:3]      |
| 2016.                                   | Трит Хуи Макс Мирни                     | Филип Печнер Александар Пеја           | 7:6(7:5), 6:3              |
| 2017.                                   | Џејми Мари Бруно Соарес                 | Џон Изнер Фелисијано Лопез             | 6:3, 6:3                   |
| 2018.                                   | Џејми Мари (2) Бруно Соарес (2)         | Боб Брајан Мајк Брајан                 | 7:6(7:4), 7:5              |
| 2019.                                   | Александар Зверев Миша Зверев           | Остин Крајичек Артјом Ситак            | 2:6, 7:6(7:4), [10:5]      |
| 2020.                                   | Лукаш Кубот (3) Марсело Мело (2)        | Хуан Себастијан Кабал Роберт Фара      | 7:6(8:6), 6:7(4:7), [11:9] |
| 2021.                                   | Кен Скупски Нил Скупски                 | Марсел Гранољерс Орасио Зебаљос        | 7:6(7:3), 6:4              |
| 2022.                                   | Фелисијано Лопез Стефанос Циципас       | Марсело Аревало Жан-Жилијен Ројер      | 7:5, 6:4                   |
| 2023.                                   | Александер Ерлер Лукас Мидлер           | Натанијел Ламонс Џексон Витроу         | 7:6(11:9), 7:6(7:3)        |

### Жене појединачно
| Година                                  | Победница          | Финалисткиња         | Резултат            |
| --------------------------------------- | ------------------ | -------------------- | ------------------- |
| 2001.                                   | Аманда Куцер       | Јелена Дементјева    | 2:6, 6:1, 6:2       |
| 2002.                                   | Катарина Среботник | Паола Суарез         | 6:7(1:7), 6:4, 6:2  |
| 2003.                                   | Аманда Куцер (2)   | Маријана Диаз Олива  | 7:5, 6:3            |
| 2004.                                   | Ивета Бенешова     | Флавија Пенета       | 7:6(7:5), 6:4       |
| 2005.                                   | Флавија Пенета     | Људмила Церванова    | 3:6, 7:5, 6:3       |
| 2006.                                   | Ана-Лена Гренефелд | Флавија Пенета       | 6:1, 4:6, 6:2       |
| 2007.                                   | Емили Лоа          | Флавија Пенета       | 7:6(7:0), 6:4       |
| 2008.                                   | Флавија Пенета (2) | Ализе Корне          | 6:0, 4:6, 6:1       |
| 2009.                                   | Винус Вилијамс     | Флавија Пенета       | 6:1, 6:2            |
| 2010.                                   | Винус Вилијамс (2) | Полона Херцог        | 2:6, 6:2, 6:3       |
| 2011.                                   | Жисела Дулко       | Аранча Пара Сантонха | 6:3, 7:6(7:5)       |
| 2012.                                   | Сара Ерани         | Флавија Пенета       | 5:7, 7:6(7:2), 6:0  |
| 2013.                                   | Сара Ерани (2)     | Карла Суарез Наваро  | 6:0, 6:4            |
| ↓ Промењено са шљаке на тврду подлогу ↓ |                    |                      |                     |
| 2014.                                   | Доминика Цибулкова | Кристина Макхејл     | 7:6(7:3), 4:6, 6:4  |
| 2015.                                   | Тимеа Бачински     | Каролин Гарсија      | 6:3, 6:0            |
| 2016.                                   | Слоун Стивенс      | Доминика Цибулкова   | 6:4, 4:6, 7:6(7:5)  |
| 2017.                                   | Лесја Цуренко      | Кристина Младеновић  | 6:1, 7:5            |
| 2018.                                   | Лесја Цуренко (2)  | Штефани Фегеле       | 5:7, 7:6(7:2), 6:2  |
| 2019.                                   | Ванг Јафан         | Софија Кенин         | 2:6, 6:3, 7:5       |
| 2020.                                   | Хедер Вотсон       | Лејла Ени Фернандез  | 6:4, 6:7(8:10), 6:1 |

### Женски парови
| Година                                  | Победнице                                                | Финалисткиње                                          | Резултат               |
| --------------------------------------- | -------------------------------------------------------- | ----------------------------------------------------- | ---------------------- |
| 2001.                                   | Марија Х. Мартинез Санчез Анабел Медина Гаригес          | Вирхинија Руано Паскуал Паола Суарез                  | 6:4, 6:7(5:7), 7:5     |
| 2002.                                   | Вирхинија Руано Паскуал Паола Суарез                     | Тина Крижан Катарина Среботник                        | 7:5, 6:1               |
| 2003.                                   | Емили Лоа Оса Свенсон                                    | Петра Мандула Патриција Вартуш                        | 6:3, 6:1               |
| 2004.                                   | Лиса Макшеј Милагрос Секера                              | Олга Блахотова Габријела Навратилова                  | 2:6, 7:6(7:5), 6:4     |
| 2005.                                   | Алина Јидкова Татјана Перебијнис                         | Роса Марија Андрес Родригез Кончита Мартинез Гранадос | 7:5, 6:3               |
| 2006.                                   | Ана-Лена Гренефелд Меган Шонеси                          | Шинобу Асагое Емили Лоа                               | 6:1, 6:3               |
| 2007.                                   | Лурдес Домингез Лино Аранча Пара Сантонха                | Емили Лоа Никол Прат                                  | 6:3, 6:3               |
| 2008.                                   | Нурија Љагостера Вивес Марија Х. Мартинез Санчез (2)     | Ивета Бенешова Петра Цетковска                        | 6:2, 6:4               |
| 2009.                                   | Нурија Љагостера Вивес (2) Марија Х. Мартинез Санчез (3) | Лурдес Домингез Лино Аранча Пара Сантонха             | 6:4, 6:2               |
| 2010.                                   | Полона Херцог Барбора Захлавова Стрицова                 | Сара Ерани Роберта Винчи                              | 2:6, 6:1, [10:2]       |
| 2011.                                   | Марија Корицева Јоана Ралука Олару                       | Лурдес Домингез Лино Аранча Пара Сантонха             | 3:6, 6:1, [10:4]       |
| 2012.                                   | Сара Ерани Роберта Винчи                                 | Лурдес Домингез Лино Аранча Пара Сантонха             | 6:2, 6:1               |
| 2013.                                   | Лурдес Домингез Лино (2) Аранча Пара Сантонха (2)        | Каталина Кастањо Маријана Дуке Марињо                 | 6:4, 7:6(7:1)          |
| ↓ Промењено са шљаке на тврду подлогу ↓ |                                                          |                                                       |                        |
| 2014.                                   | Кристина Младеновић Галина Воскобојева                   | Петра Цетковска Ивета Мелцер                          | 6:3, 2:6, [10:5]       |
| 2015.                                   | Лара Аруабарена Марија Тереса Торо Флор                  | Андреа Хлавачкова Луција Храдецка                     | 7:6(7:2), 5:7, [13:11] |
| 2016.                                   | Анабел Медина Гаригес (2) Аранча Пара Сантонха (3)       | Кики Бертенс Јохана Ларсон                            | 6:0, 6:4               |
| 2017.                                   | Дарија Јурак Анастасија Родионова                        | Маријана Дуке Марињо Вероника Сепеде Ројг             | 6:3, 6:2               |
| 2018.                                   | Татјана Марија Хедер Вотсон                              | Кејтлин Кристијан Сабрина Сантамарија                 | 7:5, 2:6, [10:2]       |
| 2019.                                   | Викторија Азаренка Џенг Сајсај                           | Дезире Кравчик Ђулијана Олмос                         | 6:1, 6:2               |
| 2020.                                   | Дезире Кравчик Ђулијана Олмос                            | Катерина Бондаренко Шерон Фичман                      | 6:3, 7:6(7:5)          |

## Рекорди (тенисери)

### Највише титула у појединачној конкуренцији
- Томас Мустер: 4 (1993–1996)
- Давид Ферер: 4 (2010–2012, 2015)

### Највише титула у конкуренцији парова
- Доналд Џонсон: 3 (1996, 2000, 2001)
- Лукаш Кубот: 3 (2010, 2013, 2020)

### Најстарији победник у појединачној конкуренцији
- Рафаел Надал: 33 године (2020)

### Најмлађи победник у појединачној конкуренцији
- Рафаел Надал: 18 година (2005)

### Највише рангирани шампион
- Густаво Киртен: 1. место на АТП листи (2001)

### Најниже рангирани шампион
- Хуан Игнасио Чела: 129. место на АТП листи (2000)

### Највише добијених мечева
- Давид Ферер: 32

Извор: